# Wilhelm Beringer

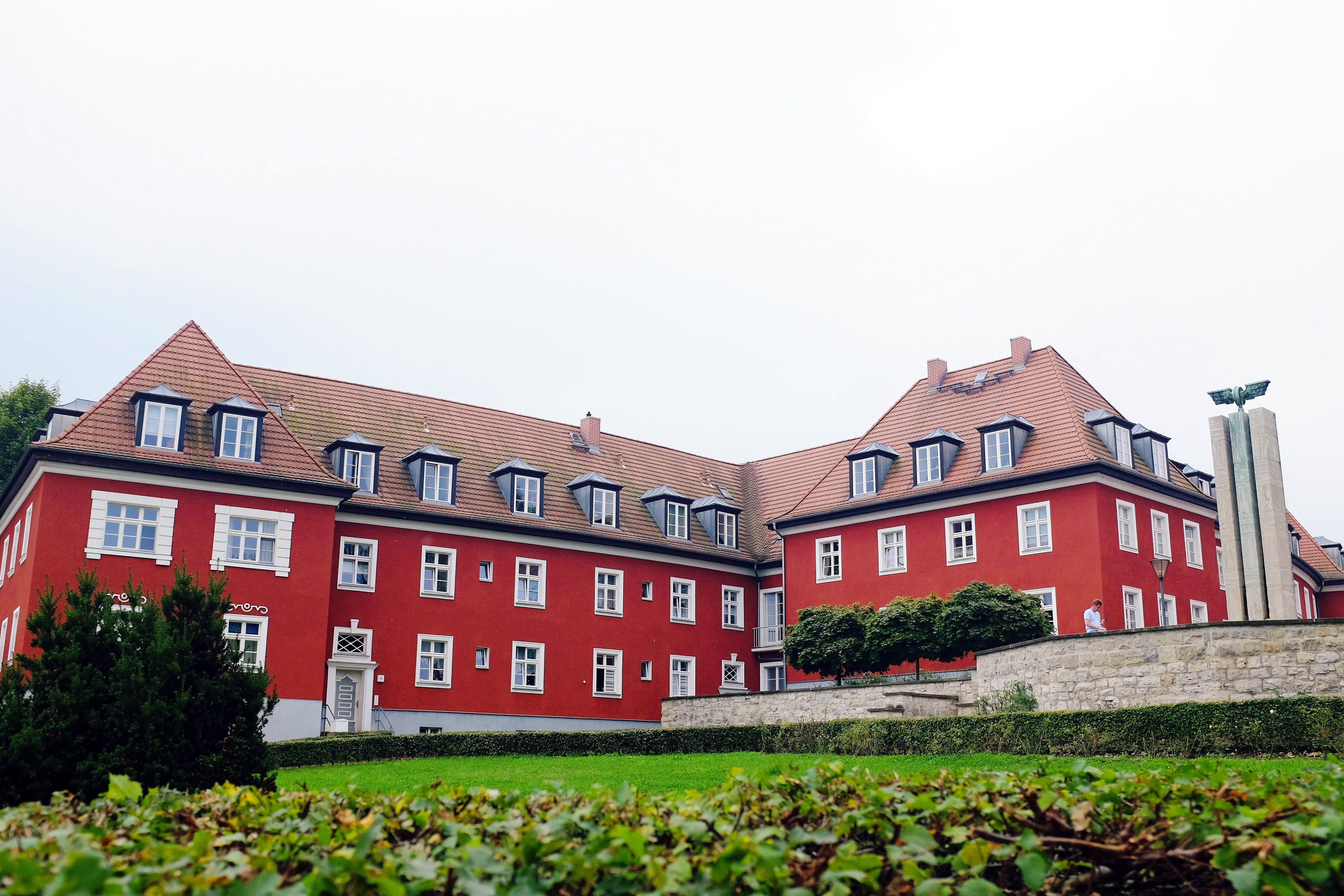
Von Wilhelm Beringer entworfene Eisenbahnersiedlung Kiliansberg in Frankfurt (Oder) und Denkmal für die im Ersten Weltkrieg gefallenen Eisenbahner

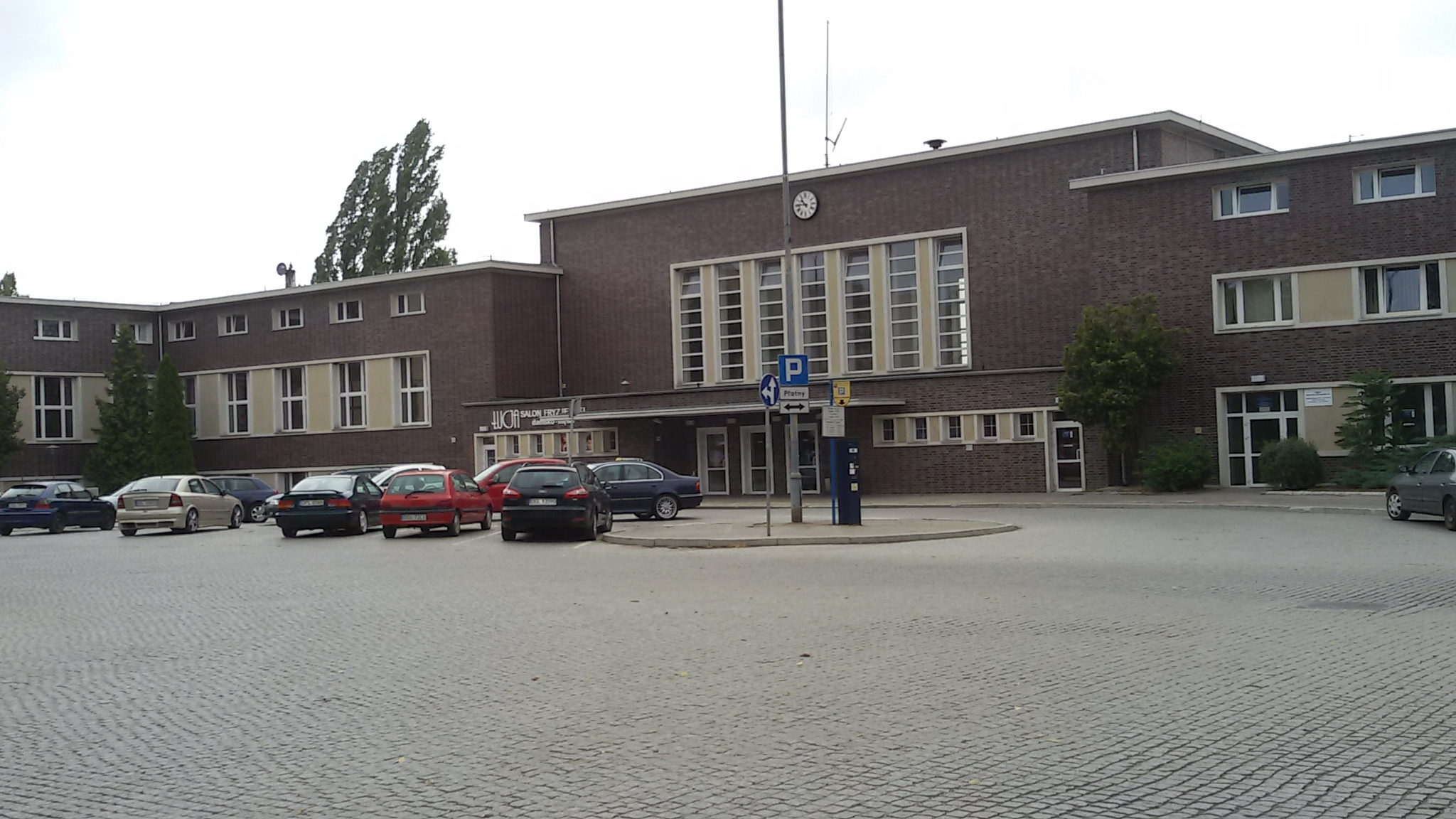
Das 1935 fertiggestellte Empfangsgebäude des Bahnhofs in Głogów (Glogau)

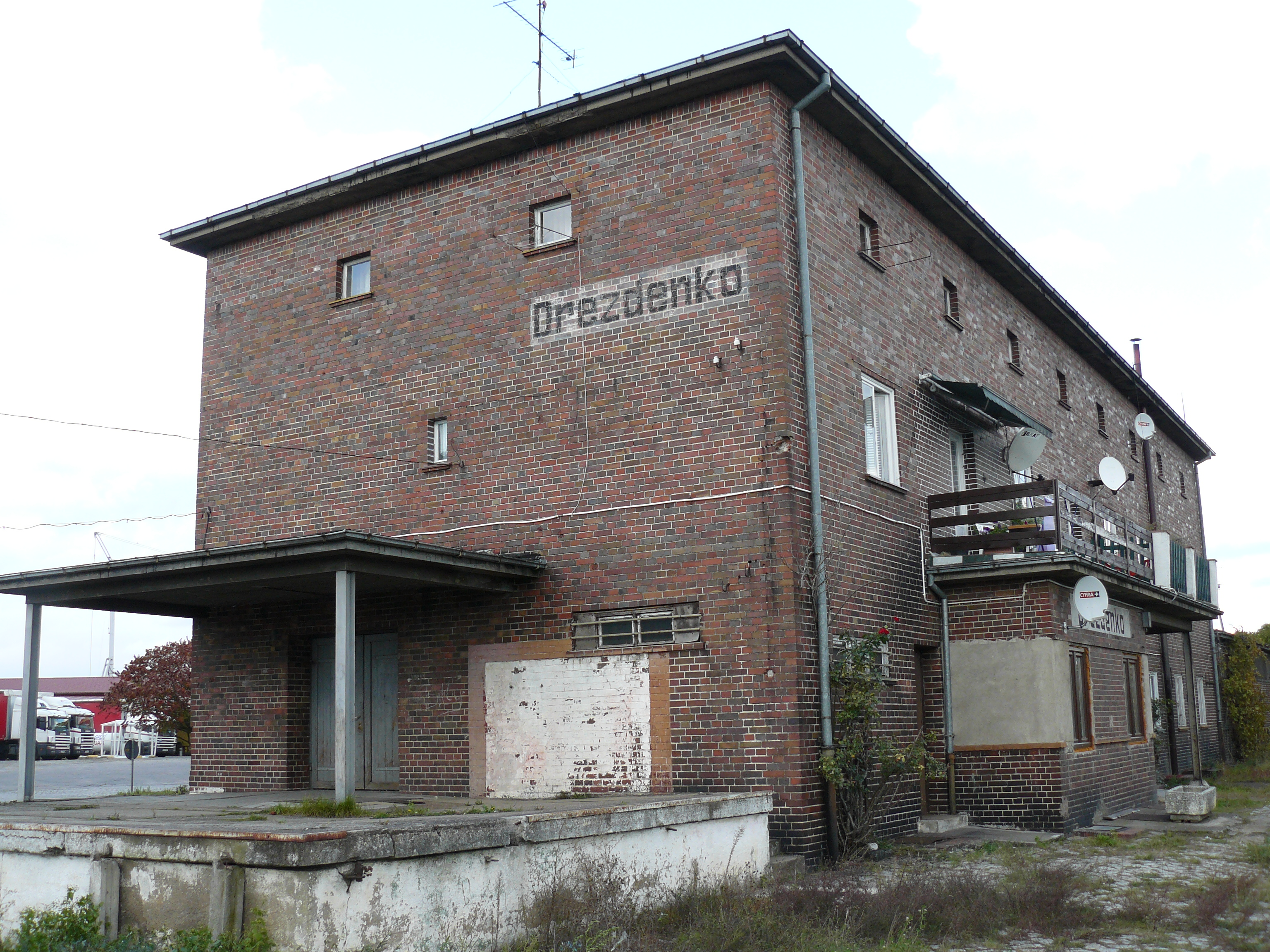
Ehemaliger Bahnhof Drezdenko (bis 1945 Driesen Süd)

Wilhelm Beringer (geboren 19. März 1887 in (Berlin-)Charlottenburg; gestorben 6. März 1949 in Berlin) war ein deutscher Architekt und Eisenbahnbeamter. Nach Studium und Referendariat trat er in den Eisenbahndienst der Preußischen Staatseisenbahnen ein, ab 1920 war er Beamter der Deutschen Reichsbahn. Als Hochbaudezernent der Reichsbahndirektion Osten schuf er zwischen 1920 und 1937 eine Vielzahl teils noch heute erhaltener Gebäude für den Bahnbetrieb sowie für Eisenbahnersiedlungen.

## Leben
Nach dem 1905 absolvierten Abitur studierte Beringer bis 1910 Architektur. Daran schloss sich das Referendariat als Regierungsbauführer im preußischen Staatsdienst sowie beim Charlottenburger Architekturbüro von Peter Jürgensen und Jürgen Bachmann an. In dieser Zeit war er unter anderem am Bau des Amtsgerichts in Altlandsberg, der Berliner Sternwarte in Babelsberg und des heutigen Runge-Gymnasiums in Oranienburg beteiligt.
Im Dezember 1914 trat Beringer nach dem bestandenen Staatsexamen als Regierungsbaumeister (Assessor in der öffentlichen Bauverwaltung) in den Dienst der Preußischen Staatseisenbahnen ein. Zunächst war er bei der Königlichen Eisenbahndirektion (KED) Frankfurt am Main beschäftigt. Im Sommer 1918 wurde er zur KED Altona versetzt. 1920 wechselte er von Altona zur neugegründeten Eisenbahndirektion Osten (ab 1922 als Reichsbahndirektion Osten bezeichnet), die 1919 die nach dem Versailler Vertrag beim Deutschen Reich verbliebenen Strecken der früheren Eisenbahndirektionen Bromberg und Posen übernommen hatte. Die zunächst in Berlin-Charlottenburg provisorisch untergebrachte Direktion verlegte 1923 ihren Sitz nach Frankfurt (Oder), wohin auch Beringer umzog. 
In Frankfurt war Beringer für alle Hochbauten der Reichsbahndirektion zuständig. In Reaktion auf den Verlust der Provinz Posen versuchte die Reichsregierung, den Osten Brandenburgs und Frankfurt als dessen bedeutendste Stadt mit Investitionen wirtschaftspolitisch zu fördern und zu stärken. Ziel war dabei vor allem Präsenz gegenüber dem neuerstandenen Polen zu zeigen und ein „Bollwerk des Deutschtums“ zu schaffen. Auch die Reichsbahn investierte daher in Frankfurt und dem Bezirk der Reichsbahndirektion in erheblichem Umfang. Zu den Werken Beringers zählten zahlreiche Bahnhofsbauten, so die Empfangsgebäude der Bahnhöfe Frankfurt (Oder), Neu Bentschen und Glogau. Ebenso fielen in seine Verantwortung die Hochbauten der 1935/36 schrittweise in Betrieb genommenen Strecke Altbeelitz–Schwerin (Warthe) sowie die Eisenbahnersiedlungen Neu Bentschen beim gleichnamigen, neu angelegten Grenzbahnhof zu Polen und Kiliansberg in Frankfurt (Oder). Das Denkmal für die im Krieg gefallenen Eisenbahner der 1919 aufgelösten Direktionen Bromberg, Danzig und Posen in Frankfurt (Oder) ist ebenfalls ein Werk Beringers. Während das 1924 eingeweihte Empfangsgebäude in Frankfurt noch in einem neubarocken, eklektizistischen Stil entstand, orientierte sich Beringer in seinen späteren Bauten deutlich am Stil der Neuen Sachlichkeit, gut erkennbar beispielsweise in den Hochbauten der Bahnstrecke Altbeelitz–Schwerin, wie dem Bahnhof Driesen Süd oder dem 1935 fertiggestellten Empfangsgebäude des Bahnhofs Glogau.
Zum 1. Januar 1937 wurde der zwischenzeitlich zum Reichsbahnoberrat beförderte Beringer zur Reichsbahndirektion Saarbrücken versetzt. 1943 wechselte er zurück in seine Heimatstadt zur Reichsbahndirektion Berlin. Nach 1945 war er als Hochbaudezernent dieser Direktion für den Wiederaufbau der zerstörten Bahnhöfe Berlins zuständig. Letztes Vorhaben vor seinem Tod war der Wiederaufbau des Dienstgebäudes für die Generaldirektion der Deutschen Reichsbahn in der Berliner Voßstraße 33.

## Nachlass
Der Nachlass Wilhelm Beringers wurde von seinem Sohn, dem Architekten Lutz Beringer (* 1925 in Frankfurt (Oder)), in mehreren Teilen bis 2006 an das Stadtarchiv Frankfurt (Oder) übergeben.